# Fällungsreaktion
Fällungsreaktionen  nennt man chemische Reaktionen, bei denen die Reaktanten im Lösungsmittel gelöst vorliegen und mindestens ein Produkt der Reaktion in diesem Lösungsmittel un- oder schwerlöslich ist oder die Lösung durch Abkühlen übersättigt wird. Das Produkt mit schlechter Löslichkeit fällt aus, die Ausfällung wird allgemein Niederschlag oder Präzipitat genannt. In Reaktionsgleichungen wird das Ausfallen eines Stoffes mit einem  ↓ oder einem (s) für solid hinter der Summenformel des Stoffs gekennzeichnet.

Veranschaulichung der Fällungsreaktion

## Fällungsmittel
Fällungsmittel sind Stoffe oder Stoffgemische, welche die Ausfällung gelöster Stoffe zu unlöslichen Feststoffen bewirken (dem Niederschlag).
Als Fällungsmittel im Kationentrenngang der Analytischen Chemie dienen z. B. Salzsäure, Schwefelwasserstoff, Ammoniumsulfid und Ammoniumcarbonat, da sie unlösliche Schwermetallchloride, -sulfide und -carbonate bilden.
Fällungsmittel haben einen sehr besonderen Stellenwert bei der Abwasserreinigung (siehe auch Fällung, Flockung, Flockungsmittel) zur Entfernung von Sulfiden oder Phosphaten.

## Beispielreaktionen
Die Fällung von Bleisulfidniederschlag aus Bleisalzlösung:
{\displaystyle {\ce {S^{2}- + Pb^{2}+ + 2NO3- -> PbS v + 2NO3-}}}
(Eine Nachweisreaktion für Sulfidanionen bzw. Blei(II)-kationen)
Die Fällung von Bariumsulfat aus Bariumchloridlösung:
{\displaystyle {\ce {SO4^{2}- + Ba^{2}+ + 2Cl- -> BaSO4 v + 2Cl-}}}
(Eine Synthesereaktion zur Herstellung von „Malerweiß“)
Beispiele von Fällungsreaktionen von Halogenen; {\displaystyle {\ce {X = Cl, Br, I}}}:
{\displaystyle {\ce {X_{(aq)}- + Ag_{(aq)}+ -> AgX_{(s)}v}}}

## Anwendung von Fällungsreaktionen
- Nachweisreaktion für Ionen

- Qualitative Analyse

Durch das Verwenden von spezifischen Fällungsreaktionen ist es möglich, einzelne Bestandteile einer Lösung zu identifizieren. Klassisches Beispiel ist der Kationentrenngang, bei dem Fällungsreaktionen sowohl zur Ionenidentifikation als auch zum Ausfällen von störenden Ionen verwendet werden.
- Quantitative Analyse

In der Gravimetrie sind Fällungsreaktionen Grundlage vieler Gehaltsbestimmungen und auch Teile der Volumetrie (speziell die Argentometrie) arbeiten mit Fällungen.
- Wasseraufbereitung

In der Abwasserreinigung ist die Fällung die übliche Methode, um die Phosphatkonzentration zu senken (Phosphorelimination). Dazu wird Eisen(II)-sulfat, Eisenchlorid, Aluminiumchlorid, Natriumaluminat oder Polyaluminiumchlorid hinzugefügt. Im Prinzip funktionieren alle Metallsalze ähnlich. Jedoch hat jedes einzelne Metallsalz spezielle Vorzüge, die mit örtlichen Gegebenheiten, Anlagenkonstruktion, Abwasserzusammensetzung und dem Reinigungsziel abgestimmt werden müssen. Man unterscheidet bei der Phosphatelimination vier Verfahren, die sich durch die Dosierstellen unterscheiden und unterschiedliche Auswirkungen auf die Reinigungsziele haben.
1. Vorfällung: Die Dosierstelle befindet sich im Zulauf der Vorklärung. Wirkung: Die Anlage wird entlastet. Hier ist der Einsatz von 3- und höherwertigen Metallsalzen üblich.
2. Simultanfällung: Die Dosierstelle befindet sich im Zulauf der biologischen Stufe, im Zulauf der Nachklärung oder direkt in der biologischen Stufe beziehungsweise Rück-Schlammleitung. Wirkung: größte Effizienz des eingesetzten Fällmittels, gängigste Phosphatfällung, geeignet auch für die kostengünstigeren zweiwertigen Metallsalze, die speziell bei großen Anlagen mit entsprechenden Bedarfsmengen genutzt werden.[3]
3. Nachfällung: Die Dosierstelle befindet sich in einer gesonderten 3. Reinigungsstufe. Die Nachfällung findet heutzutage kaum noch Verwendung, da sie gegenüber der Simultanfällung sehr teuer ist. Überraschenderweise wird im europäischen Ausland diese Phosphat-Reinigungsstufe bei neuen Anlagen wieder gebaut. Wirkung: Gezielte Fällung, die durch eine Phosphatmessung in der biologischen Stufe gesteuert werden kann. Nur 3- und höherwertige Metallsalze möglich.
4. Flockungsfiltration: Die Dosierstelle befindet sich im Zulauf der Filtration. Filteranlagen sind nur bei einigen großen Klärwerken vorhanden. Dort wird die Flockenfiltration eingesetzt, um beste Ergebnisse zu erreichen und die Ablaufwerte noch einmal zu senken. Üblicherweise wird diese Methode bei Einleitung in Trinkwasserreservoirs verwendet wie z. B. am Bodensee.

- Aufarbeitung von Proben

Störende Stoffe in einer Analytlösung werden ausgefällt und somit entfernt. Dieses Verfahren wird dann auch Umfällung genannt und stellt im Unterschied zur Umkristallisation eine chemische Reaktion dar. Zum Beispiel entfernt eine Carrez-Klärung Proteine aus einer Lösung.
- Funktionelle Proteomik: alternativmedizinischer Bluttest

- Partikelsynthese: Herstellung von Feststoffpartikeln (z. B. Pigmente)

Fällungsreaktionen sind ein großtechnisch genutztes Verfahren zur Herstellung von Feststoffen, wie z. B. Pigmenten oder anderen funktionalen Partikeln. Viele Eisen-Farbpigmente werden mittels Fällungsreaktion hergestellt. Die Steuerung der mittels Fällung produzierten Partikelgröße ist bei schnell ablaufenden Fällungsreaktionen ein Problem, da die gleichmäßige Vermischung der Ausgangsstoffe im großtechnischen Maßstab nicht in kurzer Zeit gewährleistet werden kann. Hochschermischverfahren, wie z. B. Ultraschall. Die kurze Anwendung von Ultraschallwellen auf eine übersättigte Lösung kann die Bildung von Partikelkeimen einleiten. Da die Ultraschallbehandlung nur in der Anfangsphase durchgeführt wird, verläuft das anschließende Partikelwachstum ungehindert, was zu größeren Partikeln führt. Eine kontinuierliche Beschallung der übersättigten Lösung führt zu kleinen Partikel, da der ununterbrochene Ultraschall viele Kerne erzeugt, was zum Wachstum vieler kleiner Partikel führt. Gepulster Ultraschall ist die Anwendung von Ultraschall in bestimmten Abständen. Eine präzise kontrollierte Zufuhr von Energie mittels Ultraschall ermöglicht es, das Partikelwachstum zu beeinflussen, um eine maßgeschneiderte Partikelgröße zu erhalten.